# Évrard Titon du Tillet
Pour les autres membres de la famille, voir Famille Titon.
Évrard Titon du Tillet, né à Paris le 16 janvier 1677 et mort à Paris le 26 décembre 1762, est un militaire, homme de lettres, chroniqueur et mécène français.

## Biographie
D’origine écossaise, fils de Maximilien Titon, seigneur d'Ognon, secrétaire du roi et directeur général des magasins d’armes sous Louis XIV, Titon du Tillet entreprit des études de droit puis commença une carrière militaire sur les instances de sa famille et fut capitaine de dragons à vingt ans. Renonçant au métier des armes, il fait l’acquisition en 1698, pour la somme de 31 000 livres, d’une charge de maître d’hôtel de la duchesse de Bourgogne. La mort de cette princesse en 1712 le priva de cet emploi. Il est alors nommé commissaire provincial des guerres.

### Le «Parnasse français»
À partir de 1708, Titon du Tillet s’attacha au projet grandiose de créer un jardin entourant un vaste monument, « le Parnasse français », à la gloire des poètes et des musiciens français du siècle de Louis XIV. Il confia au sculpteur Louis Garnier, élève de François Girardon, le soin d’en réaliser une maquette en bronze qui fut achevée en 1718 (elle se trouve aujourd’hui au Château de Versailles). Il fit également réaliser par le peintre Nicolas de Largillière un dessin qui fut présenté en 1723 à Louis XV.
Le monument devait représenter le mont Parnasse, orné de lauriers, de myrtes et de palmiers. Au sommet se trouvait Louis XIV, représenté en Apollon pourvu d’une lyre. Immédiatement en dessous se tenaient les trois Grâces, sous les traits d’Antoinette Deshoulières, Henriette de La Suze et Madeleine de Scudéry. Plus bas, sur une espèce de terrasse faisant le tour de la montagne, Pierre Corneille occupait la place principale, entouré de Molière, Racine, Racan, Lully portant le médaillon de Quinault, Segrais, La Fontaine, Boileau et Chapelle, tenant la place des neuf Muses. En divers points de la montagne devaient être suspendus aux lauriers ou portés par des génies des médaillons de poètes ou de musiciens moins célèbres.

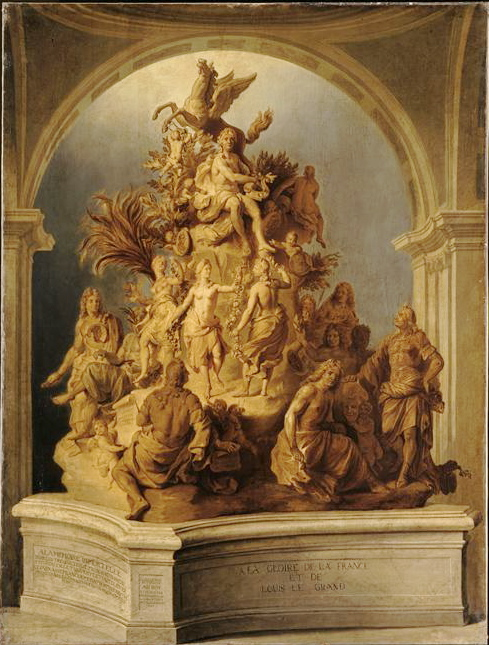
Le Parnasse français, peint par Nicolas de Largillière.

Le choix des célébrités représentées sur ce monument suscita une épigramme de Voltaire :
Dépêchez-vous, monsieur Titon,
Enrichissez votre Hélicon ;
Placez-y sur un piédestal
Saint-Didier, Danchet et Nadal ;
Qu’on voie armés d’un même archet
Saint-Didier, Nadal et Danchet,
Et couverts du même laurier
Danchet, Nadal et Saint-Didier.
La dépense, estimée à près de deux millions, fit abandonner ce projet. Titon du Tillet décida alors de le réaliser sous une forme en quelque sorte virtuelle : il publia une Description du Parnasse françois, exécuté en bronze, suivie d’une liste alphabétique des Poètes et des Musiciens rassemblés sur ce monument (1727). En 1732, il fit paraître une seconde édition augmentée d’une Notice sur la vie des poètes et des musiciens, qui fut augmentée en 1743 et 1755. Ce recueil constitue une source très précieuse d’informations biographiques.

### Dernières années

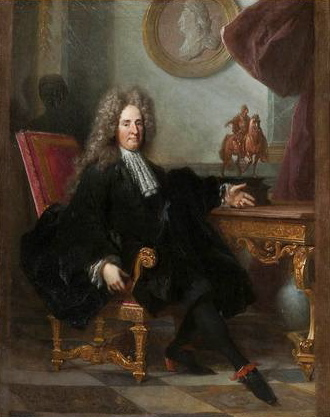
Portrait de Titon du Tillet.

Célibataire endurci, Titon du Tillet était un homme chaleureux et à la conversation intéressante. Il était toujours entouré de nombreux amis et se retira, au printemps 1749, dans un bel hôtel entouré d’un grand parc, la « Folie Titon », située rue de Montreuil près de Paris. Barbier affirme que Titon « vit dans une petite maison sur le rempart dans une débauche publique avec des filles qui sont tous les jours à sa table, ce qui ne convient pas à un magistrat ». Titon avait fait élever dans sa maison un théâtre où se produisait en 1760 la Demoiselle Leclair, danseuse dans les ballets de la Comédie-Italienne et où fut donnée, en avril 1762, une représentation d’Annette et Lubin, pièce souvent jouée dans les spectacles particuliers de Paris, qui attira une foule considérable.
Il était par ailleurs propriétaire d’un hôtel particulier aux n° 13 à 17 de la rue de la Cerisaie.
Titon du Tillet mourut d’un rhume à la fin de 1762, à l’âge de 85 ans.

## Œuvres
- Parnasse françois, suivi des Remarques sur la poësie et la musique et sur l’excellence de ces deux beaux-arts avec des observations particulières sur la poësie et la musique françoise et sur nos spectacles, Paris, 1732, in-folio dont les Vies des Musiciens et autres Joueurs d’Instruments du règne de Louis le Grand (1732, augm. 1743, 1755). L'édition de 1732 est disponible sur Google Books.
- Essai sur les honneurs et sur les monuments accordés aux illustres savants, Paris, 1734, in-12.